# Chaotian
Chaotian är ett stadsdistrikt i Guangyuan i Sichuan-provinsen i sydvästra Kina.